# Sylvania, Pennsylvania
Sylvania är en kommun av typen borough i Bradford County i Pennsylvania. Vid 2010 års folkräkning hade Sylvania 219 invånare.